# Bataille de Hodów
La bataille de Hodów est une bataille entre le royaume de Pologne et les forces du khanat de Crimée, qui s'est déroulée en juin 1694 dans la voïvodie ruthène, près du village de Hodów (situé dans l'oblast de Ternopil de l'actuelle Ukraine).

## Prélude
En juin 1694, les forces musulmanes tatares attaquèrent le territoire polonais avec l'intention de piller la campagne et de capturer des prisonniers afin d'obtenir des rançons. Les forces polonaises envoyées pour les arrêter se composaient de sept unités chorągwie de hussards et de pancerni, totalisant environ 400 hommes au total. L'historien Mirosław Nagielski estimant leur nombre à environ 100 hussards et 300 pancerni. Le nombre de Tatars fut estimé entre 25 000 et 70 000, 40 000 étant le chiffre le plus souvent retenu. Jean III Sobieski, alors roi de Pologne, évoque également le chiffre de 40 000.

## Bataille
La première rencontre a lieu dans les champs près de Hodów. La cavalerie polonaise de 400 hommes charge alors l'avant-garde tatare de 700 hommes et les fait se retirer. Sous le poids écrasant du nombre d'ennemis, les forces polonaises se retirent alors et se barricadent à Hodòw, en utilisant de lourdes clôtures en bois laissées là par les invasions tatares antérieures. 6 heures durant, les troupes polonaises résistèrent aux attaques incessantes des Tatars. Bien qu'à court de munitions, les polonais ont continué à tirer sur l'ennemi en utilisant des pointes de flèches tatares comme munitions improvisées.
Incapables de vaincre les Polonais, les Tatars envoyèrent des Tatars baltiques parlant polonais afin de convaincre les troupes polonaises de se rendre. Lorsque le commandant polonais répondit « Venez nous chercher si vous le pouvez », les Tatars se retirèrent à Kamieniec Podolski et cessèrent entièrement leurs pillages, n'ayant presque rien gagné malgré un très large avantage numérique et d'importantes pertes de troupes.

## Conséquences
Le roi Jean III Sobieski profita de cette victoire exceptionnelle pour remonter le moral de l'armée et versa de généreuses compensations à ceux qui perdirent leurs chevaux, finança le traitement des blessés et récompensa ceux qui capturèrent des soldats ennemis.